# Trachypus subbicolor
Trachypus subbicolor là một loài rêu trong họ Trachypodaceae. Loài này được Müll. Hal. ex Cardot mô tả khoa học đầu tiên năm 1905.